# (100546) 1997 EU32
(100546) 1997 EU32 es un asteroide perteneciente al cinturón de asteroides, descubierto el 13 de marzo de 1997 por Pierre Antonini desde el Observatorio Astronómico de Bédoin, Bédoin, Francia.

## Designación y nombre
Designado provisionalmente como 1997 EU32.

## Características orbitales
1997 EU32 está situado a una distancia media del Sol de 2,256 ua, pudiendo alejarse hasta 2,492 ua y acercarse hasta 2,020 ua. Su excentricidad es 0,104 y la inclinación orbital 2,638 grados. Emplea 1238,19 días en completar una órbita alrededor del Sol.

## Características físicas
La magnitud absoluta de 1997 EU32 es 15,9.